# Расслоённое произведение
Расслоённое произведение (рассло́енное произведение, послойное произведение, коамальгама, декартов квадрат, англ. pullback) — теоретико-категорное понятие, определяемое как предел диаграммы, состоящей из двух морфизмов: {\displaystyle X\to Z\leftarrow Y}. Расслоённое произведение часто обозначают как {\displaystyle X\times _{Z}Y}.
Двойственное понятие — кодекартов квадрат.

## Универсальное свойство
Для пары морфизмов {\displaystyle f\colon X\to Z} и {\displaystyle g\colon Y\to Z} в категории {\displaystyle C} расслоённое произведение {\displaystyle X} и {\displaystyle Y} над {\displaystyle Z} — это объект {\displaystyle P=X\times _{Z}Y} вместе с морфизмами {\displaystyle p_{1},p_{2},} для которых следующая диаграмма коммутативна:
Более того, расслоённое произведение должно быть универсальным объектом с таким свойством: для любого объекта {\displaystyle Q} с парой морфизмов {\displaystyle q_{1}\colon Q\to X} и {\displaystyle q_{2}\colon Q\to Y}, дополняющих пару {\displaystyle (f,g)} до коммутативного квадрата, существует единственный морфизм {\displaystyle u\colon Q\to P} такой, что коммутативна диаграмма:
Внутренний квадрат этой диаграммы, образованный морфизмами {\displaystyle f}, {\displaystyle g}, {\displaystyle p_{1}}, {\displaystyle p_{2}} называется декартовым (или коуниверсальным) квадратом для пары морфизмов {\displaystyle f} и {\displaystyle g}.
Как и другие объекты, определённые с помощью универсального свойства, расслоённое произведение не обязательно существует, но если существует, то определено с точностью до изоморфизма.

## Примеры
В категории множеств расслоённое произведение множеств {\displaystyle X} и {\displaystyle Y} с отображениями {\displaystyle f\colon X\to Z} и {\displaystyle g\colon Y\to Z} — это множество:
{\displaystyle X\times _{Z}Y=\{(x,y)\in X\times Y|f(x)=g(y)\}}
вместе с естественными проекциями на компоненты.
Аналогичным образом определяется расслоённое произведение в категории коммутативных колец.
Также расслоённое произведение в {\displaystyle \mathbf {Set} } можно описывать двумя асимметричными способами:
{\displaystyle X\times _{Z}Y}
{\displaystyle \cong \bigsqcup _{x\in X}g^{-1}[\{f(x)\}]}
{\displaystyle \cong \bigsqcup _{y\in Y}f^{-1}[\{g(y)\}]},
где {\displaystyle \bigsqcup } — дизъюнктное объединение множеств.